# 제리 도일
제리 도일(Jerry Doyle, 1956년 7월 16일 ~ 2016년 7월 27일)은 미국의 라디오 진행자이다.

## 출연 작품
- 전함 바빌론 (1994)
- 오프 하우스 (2004)